# Part of Me (bài hát của Katy Perry)
"Part of Me" (tạm dịch: "Một phần trong em") là một bài hát của ca sĩ người Mỹ Katy Perry. Đây là một bài hát Dance-pop và pop rock được viết bởi Perry, Bonnie McKee, Lukasz Gottwald, Max Martin, trong khi sản xuất được thực hiện bởi Lukasz Gottwald và Cirkut. Bài hát được phát hành như là đĩa đơn đầu (7 tổng thể) từ album phát hành lại của cô, Teenage Dream: The Complete Confection. Vào cuối năm 2010, toàn bộ bản demo của bài hát bị rò rỉ lên mạng, và các nhà phê bình âm nhạc đã so sánh "Part of Me" với bài hát "California Gurls" trước đây của cô. Lời bài hát đã được thay đổi trong phiên bản phát hành, khiến nhiều người suy đoán rằng lời bài hát nhằm nói về người chồng cũ Russell Brand, tuy nhiên, Perry sau đó đã phủ nhận. Sau màn trình diễn bài hát tại lễ trao giải Grammy lần thứ 54, bài hát đã đạt vị trí số một trên bảng xếp hạng Billboard Hot 100 ngay trong tuần đầu tiên.

## Sáng tác
"Part of Me" là bài hát thể loại dance-pop và pop rock, một chút nhạc house và thanh nhạc chính của bài hát là D thứ, với số chỉ nhịp là 130 nhịp trên một phút. Một số nhà phê bình đem "Part of Me" so sánh với các đĩa đơn trước của cô, như đĩa đơn "California Gurls" (2010). Các fan hâm mộ của Perry cho rằng lời bài hát được coi là nói về người bạn trai cũ của Katy, Russel Brand. Nhưng cô đã bác bỏ tin đồn đó:

Tôi đã viết nó (bài hát "Part of Me") cách đây hai năm, mà là buồn cười bởi vì tất cả mọi người giống như Thiên Chúa, nó âm thanh như vậy hiện tại, và một số người mà tôi làm việc với như "Bạn chỉ cần nói bạn đã viết nó một vài tuần trước đây. Tôi như 'Tôi không phải là tinh ranh, tôi sẽ nói sự thật. Tôi đã viết nó cách đây hai năm khi tôi đã viết và thu âm Teenage Dream, [nhưng] không cảm thấy phải ghi vào hồ sơ. Tôi sẽ phải đưa ra một trong những bài hát khác của tôi rằng [album] một gói, hoàn thành tốt đẹp. "

## Diễn biến trên các bảng xếp hạng
Tại quốc gia Hoa Kỳ, "Part of Me" đạt vị trí quán quân trên bảng xếp hạng Billboard Hot 100 ngay từ tuần đầu tiên, trở thành đĩa đơn thứ sáu đứng thứ nhất bảng xếp hạng Billboard Hot 100 trong album Teenage Dream (cả bản gốc và bản Teenage Dream: The Confection Complete), và giúp Katy có tới bảy đĩa đơn đứng đầu bảng xếp hạng này (sáu đĩa đơn đứng đầu trong thập kỉ 2010). Điều này giúp Katy ngang hàng với Rihanna về số đĩa đạt quán quân trong một thập kỉ. "Part of Me" còn đứng đầu bảng xếp hạng Hot Digital Songs (Hoa Kỳ, Billboard) ngay từ tuần đầu tiên với hơn 411.000 bản tiêu thụ chỉ sau một tuần. Bài hát đứng vị trí quán quân tại New Zealand (New Zealand Singles Chart), trở thành đĩa đơn đầu tiên đạt quán quân ngay trong tuần đầu. Ngoài ra, bài hát còn đứng vị trí quán quân tại các quốc gia Brazil (Pop Songs), Canada, Scotland và Anh Quốc và lọt vào tốp mười bảng xếp hạng các quốc gia Úc, Bỉ (Flanders), Brazil (Hot 100), Ireland, Hoa Kỳ (Mainstream Top 40 (Pop Songs) và Adult Pop Songs, Billboard) và Venezuela. Nhìn chung, đây có vẻ là đĩa đơn khá thành công của Katy Perry không chỉ tại Hoa Kỳ mà còn trên toàn thế giới.

## Video âm nhạc

### Nội dung và tóm tắt
Video của "Part of Me" được quay vào ngày 16 tháng 2 năm 2012, và đã diễn ra tại Marine Corps Base Camp Pendleton của Thủy quân lục chiến Hoa Kỳ tại Oceanside, California. Video được đạo diễn bởi Ben Mor. Video âm nhạc được công chiếu vào ngày 21 tháng 3 năm 2012 trong chương trình MTV đầu tiên: Katy Perry. Perry nói rằng cô muốn chụp được tất cả các thông tin về sức mạnh của một cô gái. Perry ngồi trong xe của cô nhìn chằm chằm vào vòng cổ của cô, cô thông báo bạn trai của cô lừa dối cô. Cô phải đối mặt với anh ta trong văn phòng của ông và họ chia tay. Khi theo dõi danh nghĩa bắt đầu, cô lái xe đến một trạm xăng và mua một lon trà bên trong cửa hàng. Sau khi trả tiền cho các hạng mục của cô, cô thông báo moto nhãn dán trên bảng thông báo, nhãn dán dòng chữ "Tất cả phụ nữ được tạo ra bằng nhau, sẽ trở thành thủy quân lực chiến". Ngày càng có cảm xúc, Perry tập hợp tài sản của mình và đi vào nhà vệ sinh gần đó để bắt đầu thay đổi danh tính của cô. Cô cắt tóc và thay đổi mình thành một áo và quần jeans. Perry tuyển mộ trong Thủy quân Lục chiến Hoa Kỳ và, sau khi một cảnh ngắn trong tuyển dụng đào tạo, báo cáo của Trường Bộ Binh cho quá trình chiến đấu cơ bản hướng dẫn nghiêm ngặt của Marine Corps. Perry cuối cùng thấy mình hồi tưởng trên kinh nghiệm của cô với bạn trai cũ của cô, nhưng vẫn đầy thù hận đối với anh ta, đốt cháy một lưu ý tình yêu bên cạnh LAV-25 và trút sự thất vọng thông qua chương trình MCMAP, Marine Corps Martial Arts. Trong suốt phần còn lại của video, Katy được hiển thị trong đào tạo cũng như nhảy múa bên dưới một lá cờ đơn vị đồn trú lớn. Video kết thúc với Perry cuối cùng chuyển đổi thành một chiến binh được đào tạo cơ bản, dát phủ trong các tiện ích ngụy trang MARPAT, áo giáp cơ thể và khuôn mặt sơn ngụy trang.

### Tiếp nhận
Video của "Part of Me" được các nhà phê bình đánh giá khá cao. 

## Biểu diễn trực tiếp
Vào ngày 12 tháng 2 năm 2012, Katy Perry trình diễn "Part of Me" lần đầu tiên, cùng với ca khúc "E.T." tại lễ trao giải Grammy lần thứ 54 (2012). Trong màn trình diễn, Perry nhuộm tóc màu xanh lam, với áo [giáp] màu vàng. Ngày 19 tháng 2 năm 2012, cô trình diễn ca khúc tại Live Loungue, BBC Radio 1 với các ca khúc khác, "The One That Got Away", "Firework", "Thinking of You" và "Niggas in Paris". Ngoài ra ca khúc còn được trình diễn tại lễ trao giải thưởng Âm nhạc ECHO năm 2012 vào 22 tháng 3 năm 2012 và tại Giải Kid's Choice Awards (năm 2012) vào ngày 31 tháng 3 năm 2012. Dự kiến, Katy Perry sẽ trình diễn "Part of Me" tại Mùa giải thứ 11 của chương trình American Idol vào ngày 26 tháng 4 năm 2012 sắp tới.

## Danh sách track và định dạng
- Tải kĩ thuật số[4]

1. "Part of Me" – 3:35

- Tải kĩ thuật số remix[5]

1. "Part of Me" (Jacques Lu Cont's Thin White Duke Mix) – 6:02

- EP remix tại Vương quốc Anh[6]

1. "Part of Me" – 3:35
2. "Part of Me" (Jacques Cont's Thin White Duke Mix) – 6:02
3. "Part of Me" (Jacques Cont's Thin White Duke Radio Edit) – 3:47
4. "Part of Me" (Instrumental) – 3:35

- Part of Me – The Remixes[7]

1. Part of Me (Freemasons Radio Edit) – 3:57
2. Part of Me (Freemasons Mixshow Edit) – 5:48
3. Part of Me (Freemasons Dub) – 7:58
4. Part of Me (Freemasons Club Mix) – 8:18

## Bảng xếp hạng và chứng nhận doanh số
| Bảng xếp hạng (2012)                               | Vị trí cao nhất |
| -------------------------------------------------- | --------------- |
| Úc (ARIA)                                          | 5               |
| Áo (Ö3 Austria Top 40)                             | 18              |
| Bỉ (Ultratop 50 Flanders)                          | 18              |
| Bỉ (Ultratop 50 Wallonia)                          | 28              |
| Bulgary (IFPI)                                     | 1               |
| Canada (Canadian Hot 100)                          | 1               |
| Cộng hòa Séc (Rádio Top 100)                       | 17              |
| Pháp (SNEP)                                        | 13              |
| Đức (GfK)                                          | 20              |
| Hungary (Rádiós Top 40)                            | 6               |
| Ireland (IRMA)                                     | 5               |
| Japan (Japan Hot 100)                              | 22              |
| Lebanon (Lebanese Top 20)                          | 3               |
| Mexico Top Inglés (Monitor Latino)                 | 6               |
| Mexico (Billboard Mexico)                          | 8               |
| Hà Lan (Single Top 100)                            | 28              |
| New Zealand (Recorded Music NZ)                    | 1               |
| Scotland (OCC)                                     | 1               |
| LỖI: PHẢI CUNG CẤP year CHO BẢNG XẾP HẠNG Slovakia | 11              |
| South Africa (Mediaguide)                          | 2               |
| Tây Ban Nha (PROMUSICAE)                           | 48              |
| Thụy Sĩ (Schweizer Hitparade)                      | 33              |
| Anh Quốc (OCC)                                     | 1               |
| Hoa Kỳ Billboard Hot 100                           | 1               |
| Hoa Kỳ Pop Airplay (Billboard)                     | 3               |
| Hoa Kỳ Adult Pop Airplay (Billboard)               | 4               |
| Hoa Kỳ Adult Contemporary (Billboard)              | 18              |
| Hoa Kỳ Dance Club Songs (Billboard)                | 1               |
| Venezuela Pop Rock General (Record Report)         | 1               |

| Quốc gia                                                                           | Chứng nhận  | Số đơn vị/doanh số chứng nhận |
| ---------------------------------------------------------------------------------- | ----------- | ----------------------------- |
| Úc (ARIA)                                                                          | 3× Bạch kim | 210.000^                      |
| Canada (Music Canada)                                                              | 3× Bạch kim | 240.000*                      |
| Ý (FIMI)                                                                           | Bạch kim    | 30.000*                       |
| New Zealand (RMNZ)                                                                 | Bạch kim    | 15.000*                       |
| Anh Quốc (BPI)                                                                     | Bạch Kim    | 3,000,000                     |
| Hoa Kỳ (RIAA)                                                                      | 3× Bạch kim | 3,000,000                     |
| * Chứng nhận dựa theo doanh số tiêu thụ. ^ Chứng nhận dựa theo doanh số nhập hàng. |             |                               |

| Bảng xếp hạng (2012)                    | Vị trí |
| --------------------------------------- | ------ |
| Australia (ARIA)                        | 45     |
| Canada (Canadian Hot 100)               | 18     |
| Hungary (Rádiós Top 40)                 | 44     |
| New Zealand (RIANZ)                     | 31     |
| UK Singles (Official Charts Company)    | 55     |
| US Billboard Hot 100                    | 31     |
| US Pop Songs (Billboard)                | 24     |
| US Adult Pop Songs (Billboard)          | 26     |
| US Adult Contemporary Songs (Billboard) | 40     |
| US Hot Dance Club Songs (Billboard)     | 36     |

## Lịch sử phát hành
| Quốc gia, vùng lãnh thổ | Ngày                | Định dạng               |
| ----------------------- | ------------------- | ----------------------- |
| Thế giới                | 13 tháng 2 năm 2012 | Radio, tải kĩ thuật số  |
| Hoa Kỳ                  | 21 tháng 2 năm 2012 | Top 40/Mainstream radio |
| Anh                     | 18 tháng 3 năm 2012 | Tải kĩ thuật số         |
| Ireland                 | 18 tháng 3 năm 2012 | Tải kĩ thuật số         |